# Landtagswahl in Liechtenstein 1958
- FBP: 9
- VU: 6

Die Landtagswahl in Liechtenstein 1958 fand am 23. März statt und war eine vorgezogene Wahl der Legislative des Fürstentums Liechtenstein. Die Fortschrittliche Bürgerpartei (FBP) gewann 9 der 15 Sitze des Landtages.

## Wahlergebnis
| Partei                              | Stimmen  | Stimmen   | Stimmen   | Stimmen       | Sitze    | Sitze     | Sitze     |
| ----------------------------------- | -------- | --------- | --------- | ------------- | -------- | --------- | --------- |
| Partei                              | Oberland | Unterland | insgesamt | Stimmenanteil | Oberland | Unterland | insgesamt |
| Fortschrittliche Bürgerpartei (FBP) | 1171     | 668       | 1839      | 52,3 %        | 5        | 4         | 9         |
| Vaterländische Union (VU)           | 1076     | 461       | 1537      | 47,6 %        | 4        | 2         | 6         |